# 증권거래법
증권거래법(證券去來法)은 유가증권의 발행과 매매 기타의 거래를 공정하게 하여 유가증권의 유통을 원활히 하고 투자자를 보호함으로써 국민경제의 발전에 이바지하는 것을 목적으로 하여 1962. 1. 15에 법률 제972호로 제정된 대한민국의 법률이다. 1976. 12. 22 전문개정되었으며, 그 후 2007년 8월 3일 자본시장과 금융투자업에 관한 법률(법률 8635호)의 제정으로 2009년 2월 폐지, 대체되었다.